# 上之園町
上之園町（うえのそのちょう）は、鹿児島県鹿児島市の町。旧薩摩国鹿児島郡鹿児島城下上之園通町、鹿児島府下上之園通町、鹿児島市上之園通町。郵便番号は890-0052。人口は3,529人、世帯数は2,188世帯（2020年4月1日現在）。上之園町の全域で住居表示を実施している。

## 地理
鹿児島市の中央部、甲突川下流域に位置している。町域の北方へ加治屋町、南方には上荒田町、西方には中央町、東方には高麗町、荒田が接している。
町域の北部をナポリ通り、中央部を甲南通り、南部を中洲通りがそれぞれ東西に通っており、東部を高麗本通りが南北に通っている。北部には甲突川が東西に流れており、それに沿って公園が設置されている。南端に鹿児島県立甲南高等学校、西端に鹿児島市立中洲小学校が所在している。
北東端には甲突川五石橋のうちの一つであった高麗橋が所在していたが、平成5年8月豪雨の水害に伴う河川改修工事のため撤去され、現在は石橋記念公園内に移設されている。

### 河川
- 甲突川

## 歴史

### 近代
江戸時代の天保年間には鹿児島城下の武家屋敷は甲突川の北側から徐々に南に広がり上之園町あたりに居住しているものも多数おり、高麗町と連続し下級武士が多く居住していた。また上之園郷中が置かれており、郷中教育が行われていた。天保年間の「天保城下絵図」に「上ノ園」という記述が見える。
明治時代初期には鹿児島府下のうちで上之園通町と称していた。

### 市制施行以後
1888年（明治21年）に公布された市制（明治21年法律第1号）に基づき、1889年（明治22年）2月2日に官報に掲載された「 市制施行地」（内務省告示第1号）によって鹿児島が市制施行地に指定された。3月5日には鹿児島県令第26号によって鹿児島郡のうち50町村が市制による鹿児島市の区域と定められ、4月1日に市制が施行されたのに伴い、鹿児島郡50町村（山下町、平之馬場町、新照院通町、長田町、冷水通町、上竜尾町、下竜尾町、池之上町、鼓川町、稲荷馬場町、清水馬場町、春日小路町、車町、恵美須町、小川町、和泉屋町、浜町、向江町、栄町、柳町、易居町、中町、金生町、東千石馬場町、西千石馬場町、汐見町、泉町、築町、生産町、六日町、新町、松原通町、船津町、呉服町、大黒町、堀江町、住吉町、新屋敷通町、加治屋町、山之口馬場町、樋之口通町、薬師馬場町、鷹師馬場町、西田町、上之園通町、高麗町、下荒田町、荒田村、西田村、塩屋村）の区域より鹿児島市が成立した。それまでの上之園通町は鹿児島市の町「上之園通町」となった。1899年（明治32年）1月に上之園通町から「通」の文字が削除され「上之園町」に改称した。
1962年（昭和37年）に住居表示に関する法律が施行されたのに伴い、鹿児島市は鹿児島市街地域の住居表示に着手した。西鹿児島駅前一帯（中洲工区）において町界町名の変更が実施されることとなり、1970年（昭和45年）に上之園町及び上荒田町、武町（現在の武）、西田町（現在の西田）の各一部より中央町が設置され、上荒田町及び高麗町、武町の一部が上之園町に編入された。

### 町域の変遷
| 分割後           | 分割年             | 分割前           |
| ---------------- | ------------------ | ---------------- |
| 中央町（新設）   | 1970年（昭和45年） | 上之園町（一部） |
| 上之園町（編入） | 1970年（昭和45年） | 上荒田町（一部） |
| 上之園町（編入） | 1970年（昭和45年） | 高麗町（一部）   |
| 上之園町（編入） | 1970年（昭和45年） | 武町（一部）     |

## 人口
以下の表は国勢調査による小地域集計が開始された1995年以降の人口の推移である。
| 年                 | 人口  |
| ------------------ | ----- |
| 1995年（平成7年）  | 3,262 |
| 2000年（平成12年） | 3,167 |
| 2005年（平成17年） | 3,151 |
| 2010年（平成22年） | 3,450 |
| 2015年（平成27年） | 3,786 |

## 文化財

### 国登録
- 鹿児島県立甲南高等学校本館（登録有形文化財）
2007年（平成19年）7月31日登録[23]。1930年（昭和5年）竣工の鉄筋コンクリート造3階建ての校舎であり、初期の学校建築における鉄筋コンクリート造として貴重とされている[24]。

## 施設

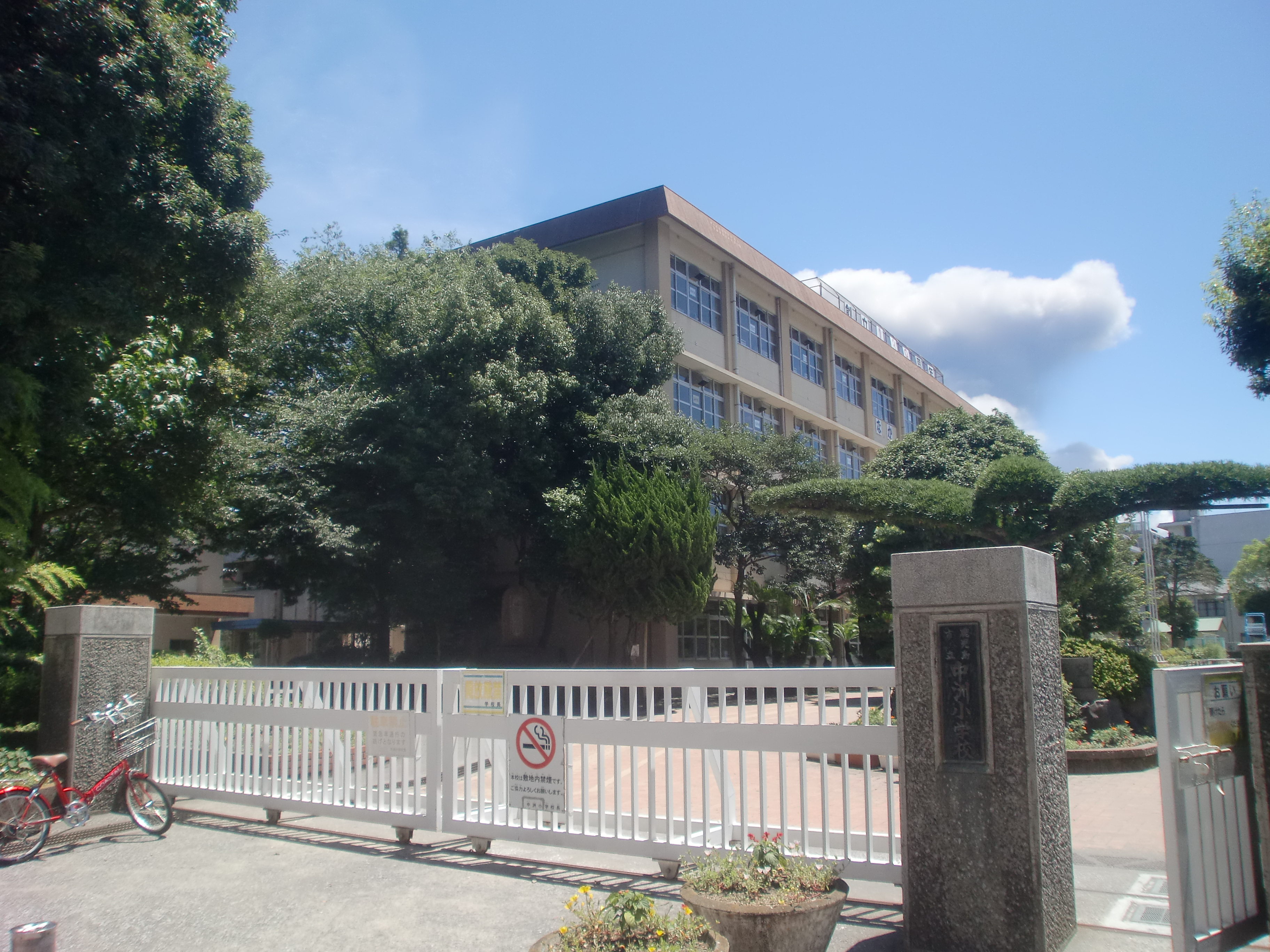
鹿児島市立中洲小学校

### 公園
- 共研公園

### 教育
- 鹿児島県立甲南高等学校[25]
- 鹿児島市立中洲小学校[26]
- 共研幼稚園[27]

### 郵便局
- 鹿児島上之園郵便局[28]

### 宗教
- 生教大安寺
- 日本キリスト教団鹿児島教会

### 企業
- セイカスポーツセンター本社

## 小・中学校の学区
市立小・中学校に通う場合、学区（校区）は以下の通りとなる。
| 町丁     | 番・番地 | 小学校               | 中学校               |
| -------- | -------- | -------------------- | -------------------- |
| 上之園町 | 全域     | 鹿児島市立中洲小学校 | 鹿児島市立甲南中学校 |

## 著名な出身者
- 中原猶介（蘭学者、科学者） - 地番整理前は上荒田町の一部。
- 高島鞆之助（陸軍大臣、拓殖務大臣、枢密顧問官） - 出生時は高麗町の一部。
- 長澤鼎（薩摩藩士、カリフォルニアのワイン王）
- 柴山景綱（武士、山形県・福島県・警視庁官僚）
- 西郷寅太郎（東京俘虜収容所長、習志野俘虜収容所長・貴族院議員）
- 三島彌太郎（第8代日本銀行総裁）
- 滿尾君亮（衆議院議員、日本道路公団理事）